# ألبرتو بيلو
ألبرتو بيلو (بالإسبانية: Alberto Bello)‏ هو ممثل أرجنتيني، ولد في 22 يونيو 1897 ببوينس آيرس في الأرجنتين، وتوفي بنفس المكان في 11 ديسمبر 1963.

## وصلات خارجية
- ألبرتو بيلو على موقع IMDb (الإنجليزية)
- ألبرتو بيلو على موقع قاعدة بيانات الفيلم (الإنجليزية)